# La Passe (La Digue)
La Passe ist eine Siedlung auf der Insel La Digue im Inselstaat Seychellen.

## Geographie
Der Ort bildet zusammen mit La Réunion, L’Union und dem gleichnamigen La Digue die Ansiedlung auf der Insel La Digue.
La Passe liegt dabei im Nordwesten der Insel. An der Küste liegt die La Digue Marina mit dem Terminal der Inter Island Ferries.